# كيتشيرو نونو
كيتشيرو نونو (باليابانية: 布 啓一郎) (مواليد 21 ديسمبر 1960)، هو لاعب كرة قدم ياباني معتزل.

## وصلات خارجية
- كيتشيرو نونو على موقع قاعدة بيانات كرة القدم.إي يو (الإنجليزية)
- كيتشيرو نونو على موقع Soccerway.com (الإنجليزية)
- كيتشيرو نونو على موقع عالم كرة القدم.نت (الإنجليزية)